# Тегеатида
Тегеатида (греч. Τεγεάτις) — в древности юго-восточная область древней Аркадии, граничившая на востоке с Арголидой и Кинурией, на юге с Лаконией, на западе с Аркадской областью Меналией, на севере с Мантинеей.
Северо-западная часть Тегеатиды представляла собой равнину, на юго-западе находилось Манфурийское поле с древним местечком Манфурием; остальная часть Тегеатиды имела гористый характер, особенно на востоке, где возвышались хребты Парфенийский и Креопольский с проходом Трохом, ведшим в Аргос.
Своё имя Тегеатида получила, по преданию, от Ликаонова сына Тегеата. При царе Алее была основана Тегея, главный город области, важный стратегический пункт, с акрополем и храмом Афины Алеи, реставрированным после пожара 393 года до н. э. Скопасом и превосходившим по великолепию все пелопоннесские храмы (Павсаний, «Описание Эллады»). Древняя статуя Афины Алеи при Августе была перевезена в Рим. Тегеаты в древности были известны как воинственный народ.
Ещё до греческой эры они вели ряд войн с лакедемонянами и в один из спартанских набегов взяли в плен царя Харилая с войском. В VI веке до н. э., при Леонте и Агасикле, лакедемоняне также потерпели ряд неудач. Во время персидских войн тегеаты деятельно помогали остальным грекам: в битве при Фермопилах принимало участие 500 тегеатов, при Платеях — 3000, причём они первые проникли в персидский лагерь и разграбили палатку Мардония.
Между 479 и 464 годами до н. э. началась новая война между Тегеатидой и Лакедемоном, закончившаяся победой последнего. Во время Пелопоннесской войны тегеаты из вражды к Мантинее держали сторону Спарты. Мантинейцы в союзе с аргивянами и афинянами объявили Тегее войну; Агис II с тегеатами разбил союзное войско. После битвы при Левктрах (370 год до н. э.) в Тегее образовалось две партии, из которых одна стояла за организацию общеаркадского союза, другая — за союз с Лаконией.
Агесилай II примирил обе партии, но вскоре Тегея примкнула к фиванцам, наперекор аркадским городам (с Мантинеей во главе), которые, боясь возвышения Фив, соединились со Спартой. В битве при Мантинее (362 год до н. э.) тегеаты приняли участие как союзники Эпаминонда. В III веке до н. э. Тегея примкнула к Этолийскому союзу и была занята Клеоменом III; в 222 году до н. э. взята Антигоном III Досоном. Позже Тегея потеряла политическое значение, хотя и осталась важным военным пунктом.